# Cyber-shot
Cyber-shot é uma linha de câmeras digitais feita pela Sony. A linha Cyber-shot é bem conhecida por sua bateria InfoLithium, as lentes com a marca registrada Carl Zeiss e desenho geral. Além disso, todas as câmeras Cyber-shot aceitam as memórias flash da própria Sony, Memory Stick ou Memory Stick PRO Duo. Alguns modelos de topo também suportam CompactFlash. Todos os modelos Cyber-shot têm um prefixo DSC nos seus nomes, que é um acrônimo para "Digital Still Camera".

## Tecnologias
- Smile Shutter: tecnologia que reconhece o sorriso e dispara a foto automaticamente.
- Processador BIONZ: Potencializa o processamento das imagens.
- Face Detection: Contribui para reproduzir claramente as particularidades de cada pessoa, focando o rosto.
- Super Steadyshot: Para fotografar sem que o tremor da mão afete a imagem.
- Alta Sensibilidade: Congela imagens em movimento. Compensa se tiver pouca luz, sem flash.

## Modelos

### Série F
Série de topo com lentes rotatórias e visor digital

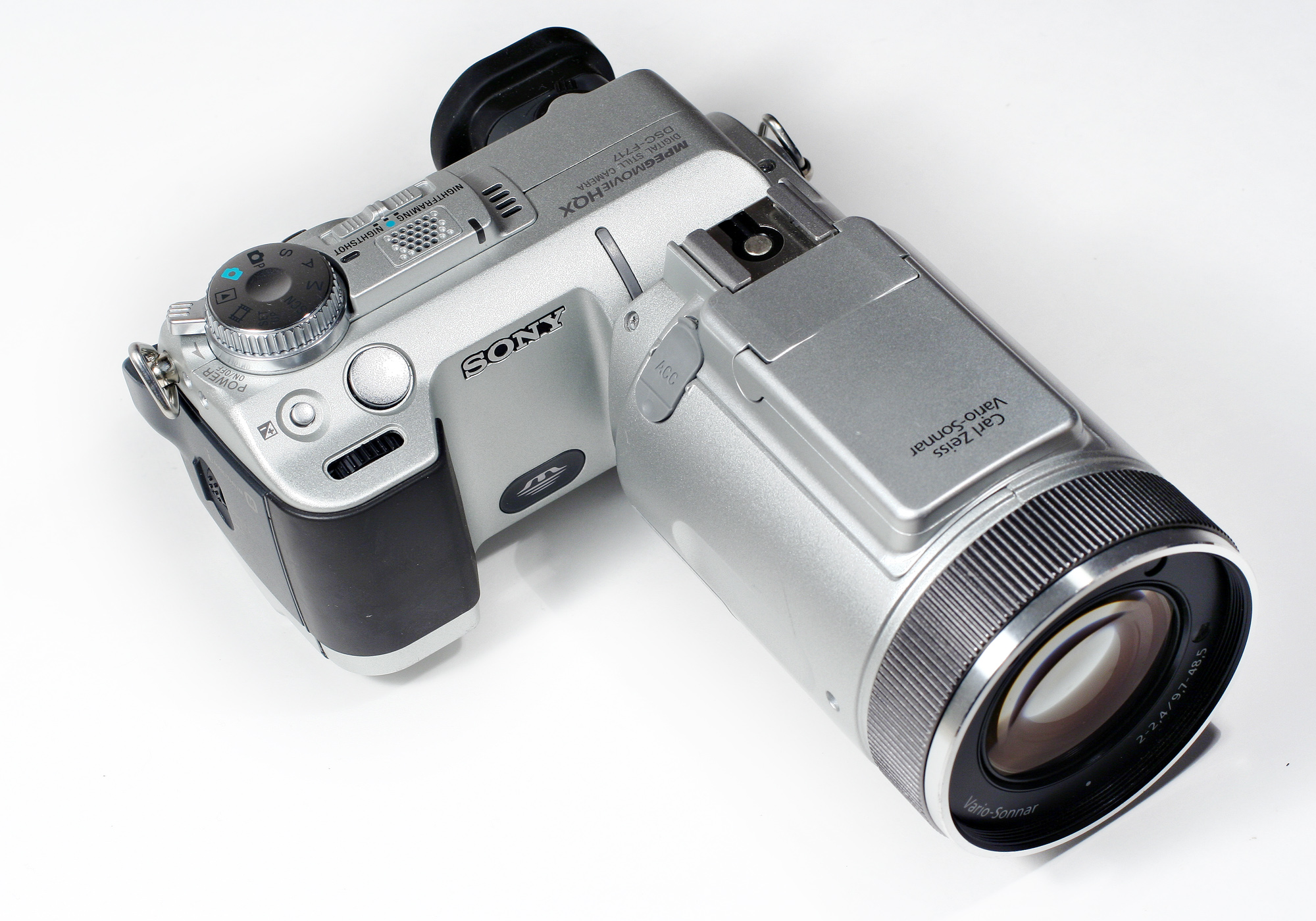
Sony Cyber-shot DSC-F717

- DSC-F1 (1996, 2 megapixel, zoom digital 2.5x, apresentando uma lente que roda 180º e flash embutido)
- DSC-F55 (1999, 2.1 megapixel, lente equivalente a 37 mm, zoom digital 2.5x, sensor 1/2")[1]
- DSC-F55V (2000, 2.6 megapixel, lente equivalente a 37 mm, zoom digital 2x, sensor 1/1.8")[2]
- DSC-F88 (2004, 5.0 megapixel, zoom equivalente a 3x 38–114 mm, sensor 1/2.4")[3]
- DSC-F505 (1999, zoom óptico equivalente a 5x 38–190 mm, sensor 1/2") [4]
- DSC-F505V (zoom óptico equivalente a 5x 38–190 mm, sensor 1/1.8")[5]
- DSC-F707 (2001, zoom óptico equivalente a 5x 38–190 mm, sensor 2/3")[6]
- DSC-F717 (zoom óptico equivalente a 5x 38–190 mm, sensor 2/3")[7]
- DSC-F828 (2003, 8.0 megapixel, zoom óptico equivalente a 7.1x 28–200 mm, sensor 4-cores (RGBE) 2/3")[8]

### Série G
- DSC-G1 (Abril de 2007, 6.0 megapixel, memória interna de 2GB internal storage, zoom óptico 3x, tecnologia de detecção de rosto)
- DSC-G3 (Janeiro de 2009, 10.0 megapixel, Wi-Fi e navegação pela internet integrados, lente Carl Zeiss, zoom óptico de 4x, reconhecimento de rosto)[9]

### Série H
Série de Câmeras digitais intermediárias

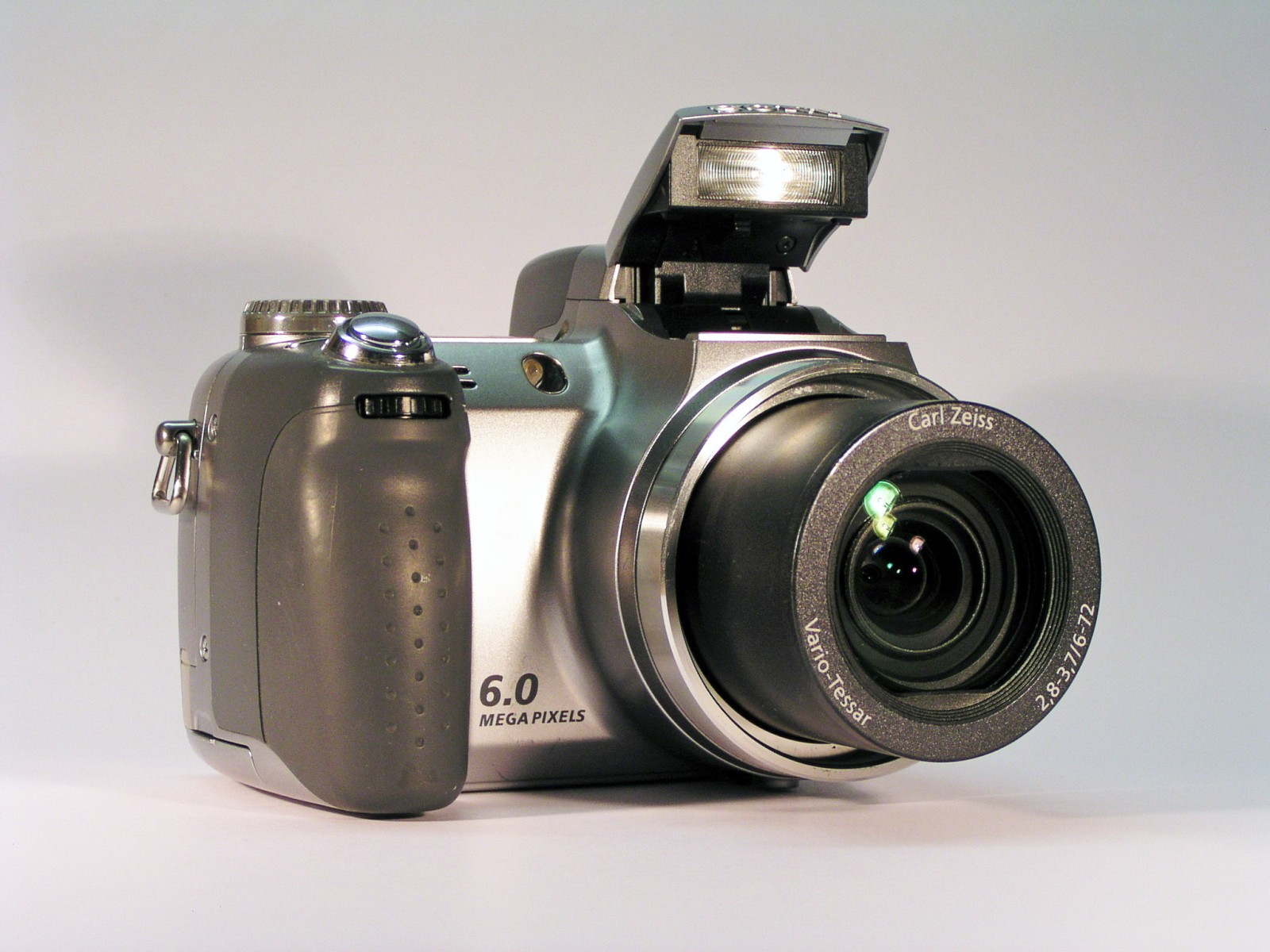
Sony Cyber-shot DSC-H2

- DSC-H1 (2005, visor LCD de 2.5", 5.1 megapixel, zoom óptico de 12x)[10]
- DSC-H2 (2006, visor LCD de 2", 6 megapixel, zoom óptico de 12x)[11]
- DSC-H3 (2008, 8.1 megapixel, zoom óptico de 10x, saída HDTV)[12]
- DSC-H5 (2006, visor LCD de 3", 7.2 megapixel, zoom óptico de 12x)[13]
- DSC-H7 (2007, visor LCD de 2.5", 8.1 megapixel, zoom óptico de 15x optical zoom)[14]
- DSC-H9 (2007, visor LCD de 3.0" sensível ao toque, 8.1 megapixel, zoom óptico de 15x)[15]
- DSC-H10 (2008, 8.1 megapixel, zoom óptico de 10x)[16]
- DSC-H20 (2009, visor LCD de 3", 10.1 megapixel, zoom óptico de 10x)
- DSC-H50 (2008, 9.1 megapixel, zoom óptico de 15x)
- DSC-HX1 (2009, 9.1 megapixel, zoom óptico de 20x)
- DSC-H70 (16.1 megapixels, zoom óptico de 10x)

### Série L
- DSC-L1 (2004, 4.0 megapixel, zoom óptico de 3x)[17]

### Série M
Câmeras compactas com um desenho único de pegada vertical e tela articulada
- DSC-M1 (2004, 5.0 megapixel, zoom óptico de 3x)
- DSC-M2 (2005, 5.0 megapixel, zoom óptico de 3x)

### Série N

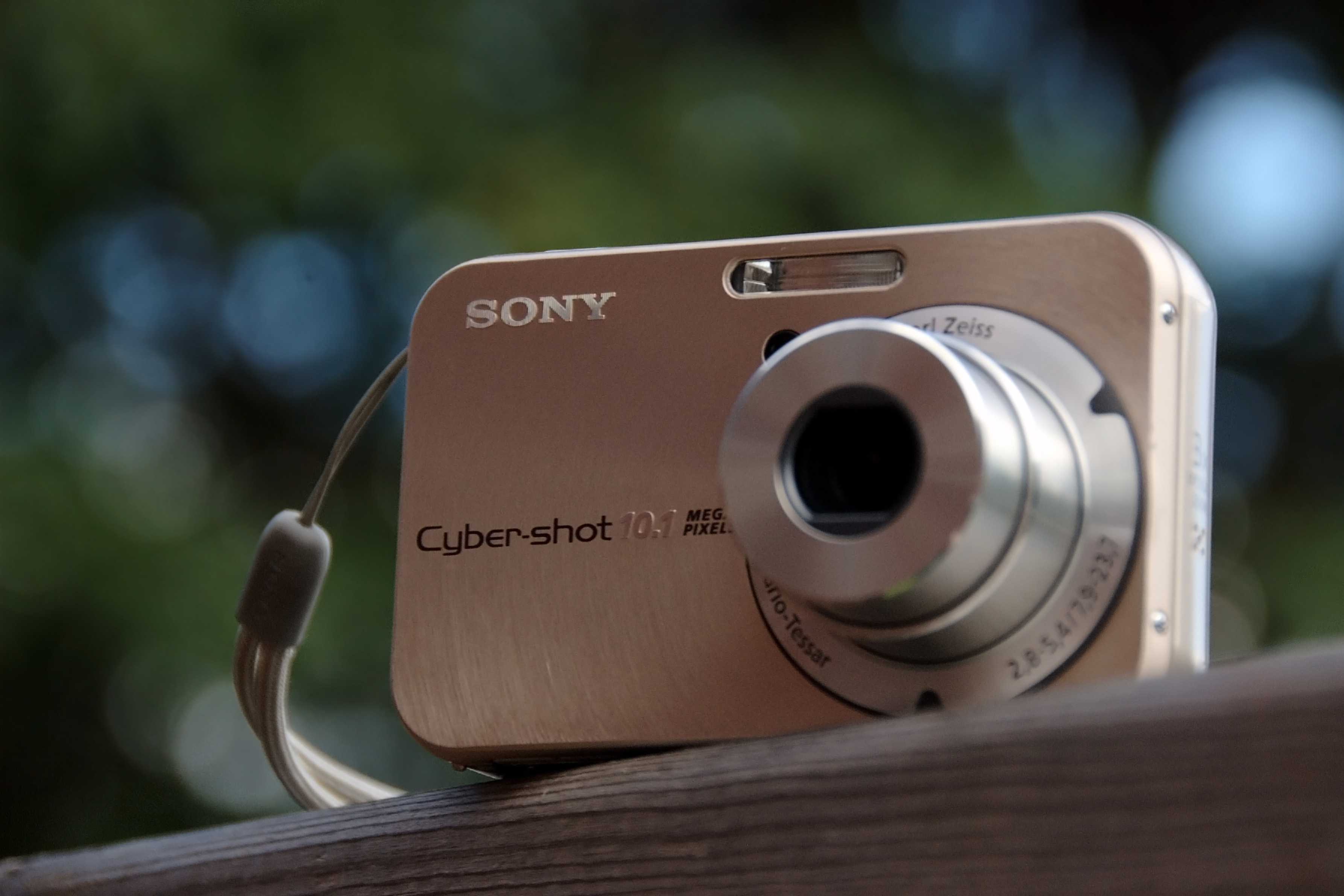
Sony Cyber-shot DSC-N2

- DSC-N1 (2005, Visor LCD de 3"sensível ao toque, 8.1 megapixel, zoom óptico de 3x)[18]
- DSC-N2 (2006, visor de LCD de 3" LCD sensível ao toque, 10.1 megapixel, zoom óptico de 3x)[19]

### Série P

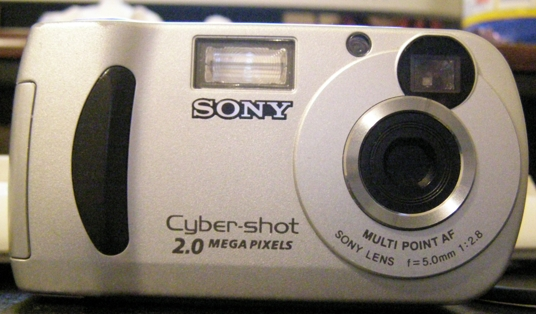
Sony Cyber-Shot DSC-P31

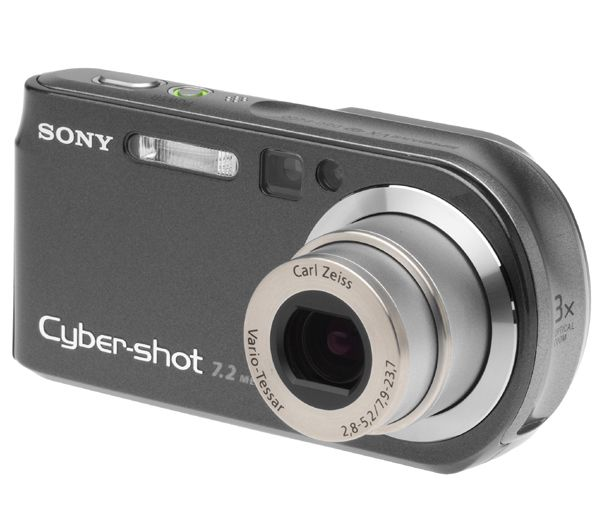
Sony Cyber-Shot DSC-P200

Câmeras ultra-compactas com característica borda arredondada em um dos lados
- DSC-P1 (2000, LCD de 1.5", 3 megapixel, zoom óptico de 3x)[20]
- DSC-P2
- DSC-P3
- DSC-P5
- DSC-P7 (3.1 megapixel, zoom óptico de 3x)[21]
- DSC-P8 (2003, LCD de 1.5", 3.1 megapixel, zoom óptico de 3x)[22]
- DSC-P9 (2002, LCD de 1.5", 4.0 megapixel, zoom óptico de 3x)
- DSC-P10 (2003, LCD de 1.5", 5.0 megapixel, zoom óptico de 3x)
- DSC-P12 (O mesmo que DSC-P10, empacoetada com mais acessórios)
- DSC-P20 (2001–2002, 1.3 megapixel, zoom óptico de 3x)[23]
- DSC-P31 (2002–2003, 2 megapixel, zoom óptico de 3x)[24]
- DSC-P32 (2003 3.2 megapixel, zoom óptico XX)[25]
- DSC-P41 (2004, 4.1 megapixel, lentes fixas)
- DSC-P50 (2.1 megapixel, zoom óptico de 3x)
- DSC-P51 (2.1 megapixel, zoom óptico de 2x)
- DSC-P52 (2003, 3.2 megapixel, zoom óptico de 2x)
- DSC-P53
- DSC-P71 (2002, 3 megapixel, zoom óptico de 3x)[26]
- DSC-P72 (2003, 3.2 megapixel, zoom óptico de 3x)[27]
- DSC-P73 (2004, 4.1 megapixel, zoom óptico de 3x)[28]
- DSC-P92 (2003, 5 megapixel, zoom óptico de 3x)[29]
- DSC-P93 (2004, 5.0 megapixel, zoom óptico de 3x)[30]
- DSC-P100 (2004, 5.1 megapixel, zoom óptico de 3x)[31]
- DSC-P120 (edição especial da DSC-P100)
- DSC-P150 (2004, 7.2 megapixel, zoom óptico de 3x)
- DSC-P200 (2005, 2" LCD screen, 7.2 megapixel, zoom óptico de 3x)[32]

### Série R
Câmera digital intermediária com sensor de imagem APS-C
- DSC-R1 (2005–2006, 10.3 megapixel. zoom óptico equivalente de 5x 24–120 mm, primeira Cyber-shot a usar CMOS)[33][34]

### Série S

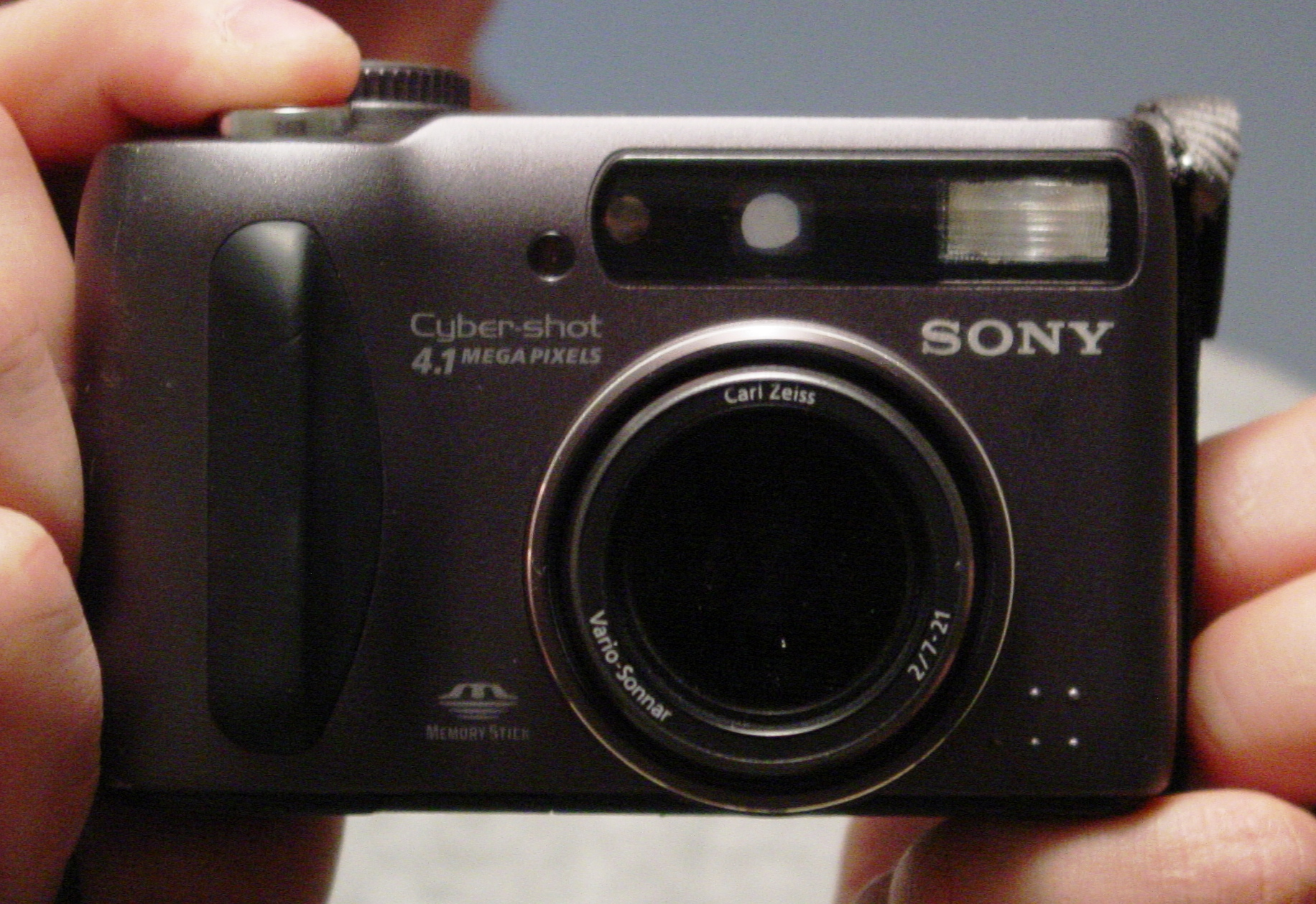
Sony Cyber-shot DSC-S85

A DSC-S85 foi a primeira câmera digital de nível consumo de 4 megapixel da Sony.
- DSC-S30 (2000, 1.3 megapixel, zoom óptico de 3x)
- DSC-S40 (2005, 4.0 megapixel, zoom óptico de 3x)
- DSC-S50 (2005, 2.1 megapixel, zoom óptico de 3x)
- DSC-S60 (2005, 2" LCD, 4.0 megapixel)[35]

- DSC-S70 (2000, 3.3 megapixel)[36]
- DSC-S75 (2001, 3.3 megapixel)[37]
- DSC-S80 (2005, 4.1 megapixel, zoom óptico de 3x)[38]
- DSC-S85 (2001, 4.1 megapixel)[39]
- DSC-S90 (2005, 4.1 megapixel, zoom óptico de 3x)[40]
- DSC-S500 (6.0 megapixel. zoom óptico de 3x)[41]
- DSC-S600 (2006, 6.0 megapixel. zoom óptico de 3x)[42]
- DSC-S650 (2007, 7.2 megapixel, zoom óptico de 3x)
- DSC-S700 (2007, 7.2 megapixel, zoom óptico de 3x)
- DSC-S730 (2008, 7.2 megapixel. zoom óptico de 3x)
- DSC-S750 (2008, 7.2 megapixel. zoom óptico de 3x)
- DSC-S780 (2008, 8.1 megapixel. zoom óptico de 3x)
- DSC-S800 (2007, 8.1 megapixel. zoom óptico de 6x)
- DSC-S930 (10.1 megapixel. zoom óptico de 3x)
- DSC-S950 (10.1 megapixel. zoom óptico de 4x)
- DSC-S980 (12.1 megapixel. zoom óptico de 4x)
- DSC-S2000 (10.1 megapixel. zoom óptico de 3x)
- DSC-S2100 (12.1 megapixel. zoom óptico de 3x)

### Série T
Câmeras compactas ultra-finas
- DSC-T1 (2004, 5.1 megapixel. zoom óptico de 3x) [43]
- DSC-T2 (2007, 8.1 megapixel. zoom óptico de 3x, 4GB de memória interna)
- DSC-T3 (2004, 5 megapixel. zoom óptico de 3x) [44]
- DSC-T5 (2005, 2.5" LCD, 5 megapixel, zoom óptico de 3x) [45]
- DSC-T7 (2005, 2.5" LCD, 5.1 megapixel, zoom óptico de 3x) [46]
- DSC-T9 (2006, 2.5" LCD, 6 megapixel, zoom óptico de 3x)[47]
- DSC-T10 (2006, 2.5" LCD, 7.2 megapixel, zoom óptico de 3x)
- DSC-T11 (2004, 5.0 megapixel, zoom óptico de 3x)
- DSC-T20 (2007, 8.0 megapixel, zoom óptico de 3x)[48]
- DSC-T30 (2006, 3" LCD, 7.2 megapixel, zoom óptico de 3x)[49]
- DSC-T33 (2005, 5.1 megapixel, zoom óptico de 3x)
- DSC-T50 (LCD de 3.0" sensível ao toque, 7.2 megapixel. zoom óptico de 3x)[50]
- DSC-T70 (2007, 8.1 megapixel, LCD de 3.0" sensível ao toque, zoom óptico de 3x)
- DSC-T75 (2007, 8.1 megapixel, LCD de 3.0" sensível ao toque, zoom óptico de 3x)
- DSC-T77 (Set 2008, 10.1 megapixel, LCD de 3.0" sensível ao toque, zoom óptico de 4x)
- DSC-T90 (Mar 2009, 12.1 megapixel, LCD de 3.0" sensível ao toque, zoom óptico de 4x, vídeos HD de 720p)
- DSC-T100 (3.0" LCD, 8.0 megapixel. 5x optical zoom)[48]
- DSC-T200 (Set 2007, LCD de 3.5" sensível ao toque, 8.1 megapixel, zoom óptico de 5x)
- DSC-T300 (Mar 2008, LCD de 3.5" sensível ao toque, 10.1 megapixel, zoom óptico de 5x)
- DSC-T500 (Out 2008, LCD de 3.5" sensível ao toque, 10.1 megapixel, zoom óptico de 5x, vídeos HD de 720p)
- DSC-T700 (Set 2008, LCD de 3.5" sensível ao toque, 4 GB de memória interna, 10.1 megapixel, zoom óptico de 4x)
- DSC-T900 (Mar 2009, 12.1 megapixel, LCD de 3.5" sensível ao toque, zoom óptico de 4x, vídeos HD de 720p)
- DSC-TX1  (LCD de 3.0" sensível ao toque, 10.2 megapixel, vídeos HD de 720p, varredura Panorâmica, zoom óptico de 4x, Personalização)

### Série U
Câmera sub-miniatura
- DSC-U10
- DSC-U20
- DSC-U30 (2003, 2.0 megapixel)
- DSC-U40
- DSC-U50
- DSC-U60

### Série V
Câmera digital intermediária de nível 'Prosumer'
- DSC-V1 (2003, 1.5" LCD, 5.0 megapixel, zoom óptico de 4x)[52]
- DSC-V3 (2004, 2.5" LCD, 7.1 megapixel, zoom óptico de 4x)[53]

### Série W

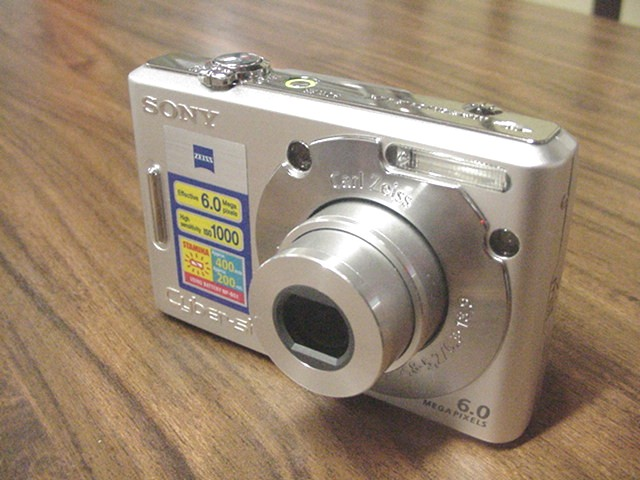
Sony Cyber-shot DSC-W30

Câmeras que usam objetiva grande angular e revestimento especial
- DSC-W1 (2004, 5.1 megapixel, zoom óptico de 3x)
- DSC-W5 (2005, 5.1 megapixel, zoom óptico de 3x)
- DSC-W7 (2005, 7.1 megapixel, zoom óptico de 3x)
- DSC-W30 (2006, 6 megapixel, zoom óptico de 3x)[54]
- DSC-W35 (2007, 7.2 megapixel, zoom óptico de 3x)
- DSC-W50 (2006, 6.0 megapixel, zoom óptico de 3x)[55]
- DSC-W55 (2007, 7.2 megapixel, zoom óptico de 3x)

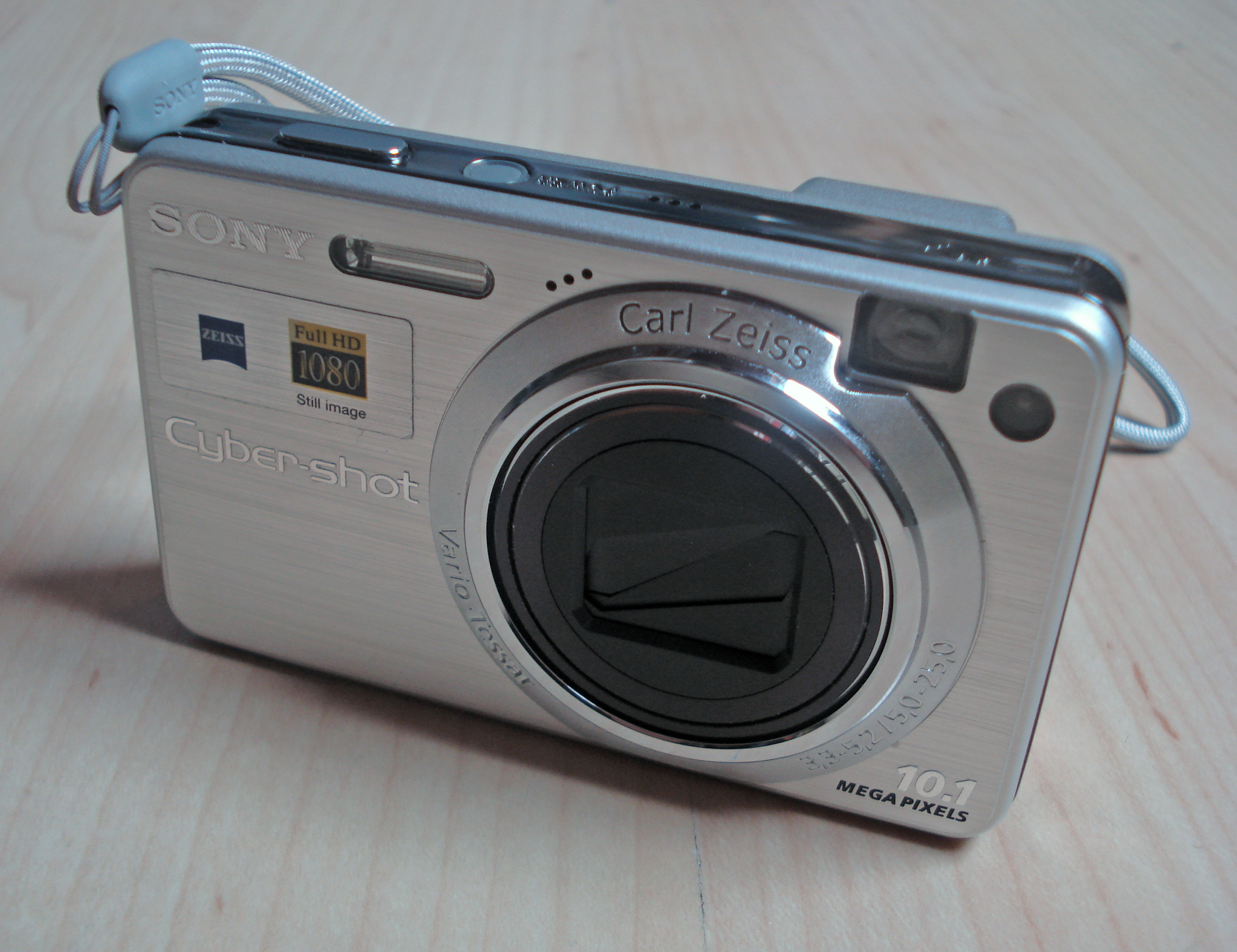
Sony Cyber-shot DSC-W170

- DSC-W70 (2006, 7.2 megapixel, zoom óptico de 3x)
- DSC-W80 (2007, 7.2 megapixel, zoom óptico de 3x, saída HDTV)
- DSC-W90 (8.1 megapixel, zoom óptico de 3x)
- DSC-W100 (2006, 8.1 megapixel, zoom óptico de 3x)[56]
- DSC-W110 (2008, 7.2 megapixel, zoom óptico de 4x)
- DSC-W120 (2008, 7.2 megapixel, zoom óptico de 4x)

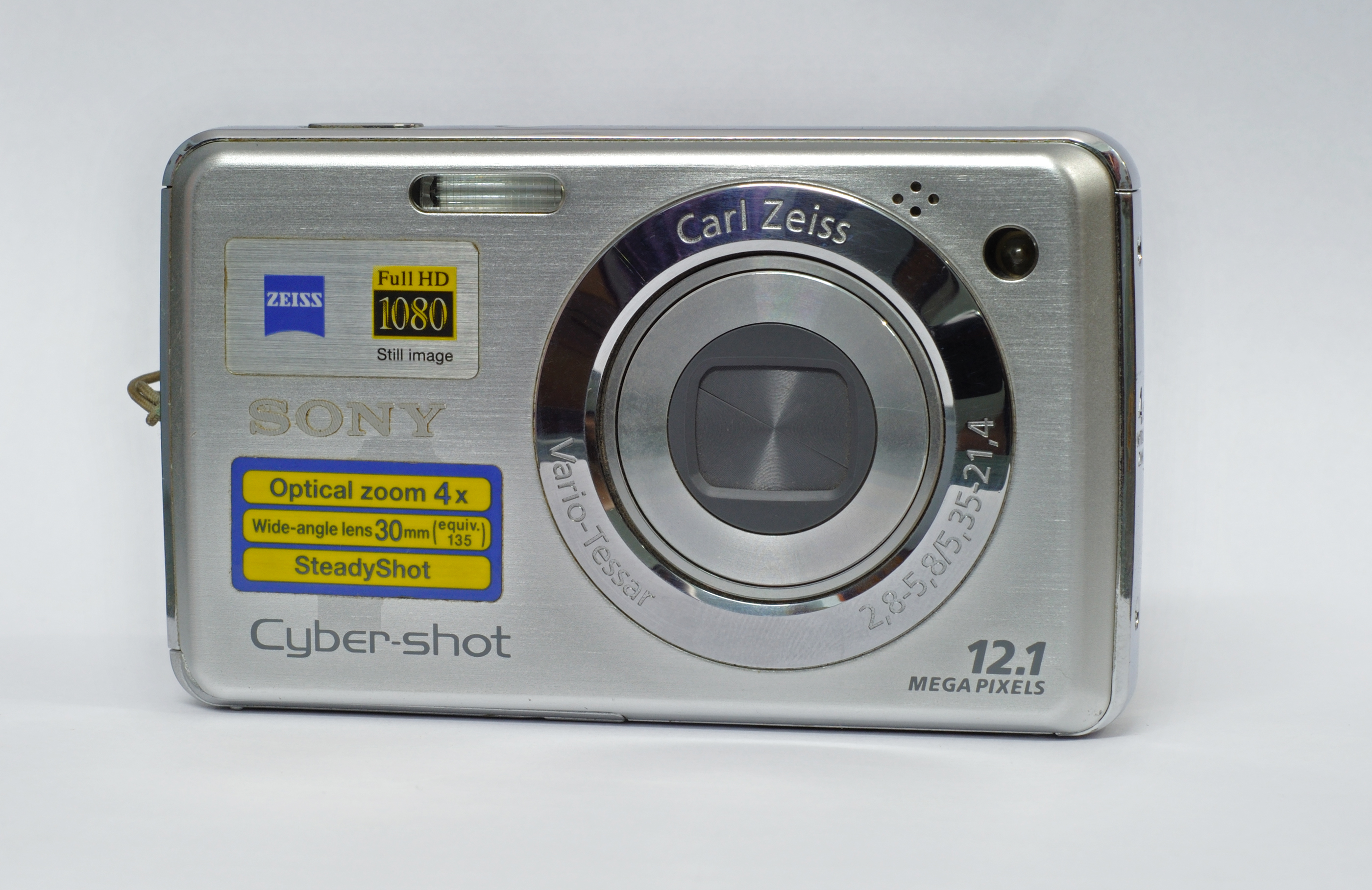
Sony Cyber-shot DSC-W210 (2009)

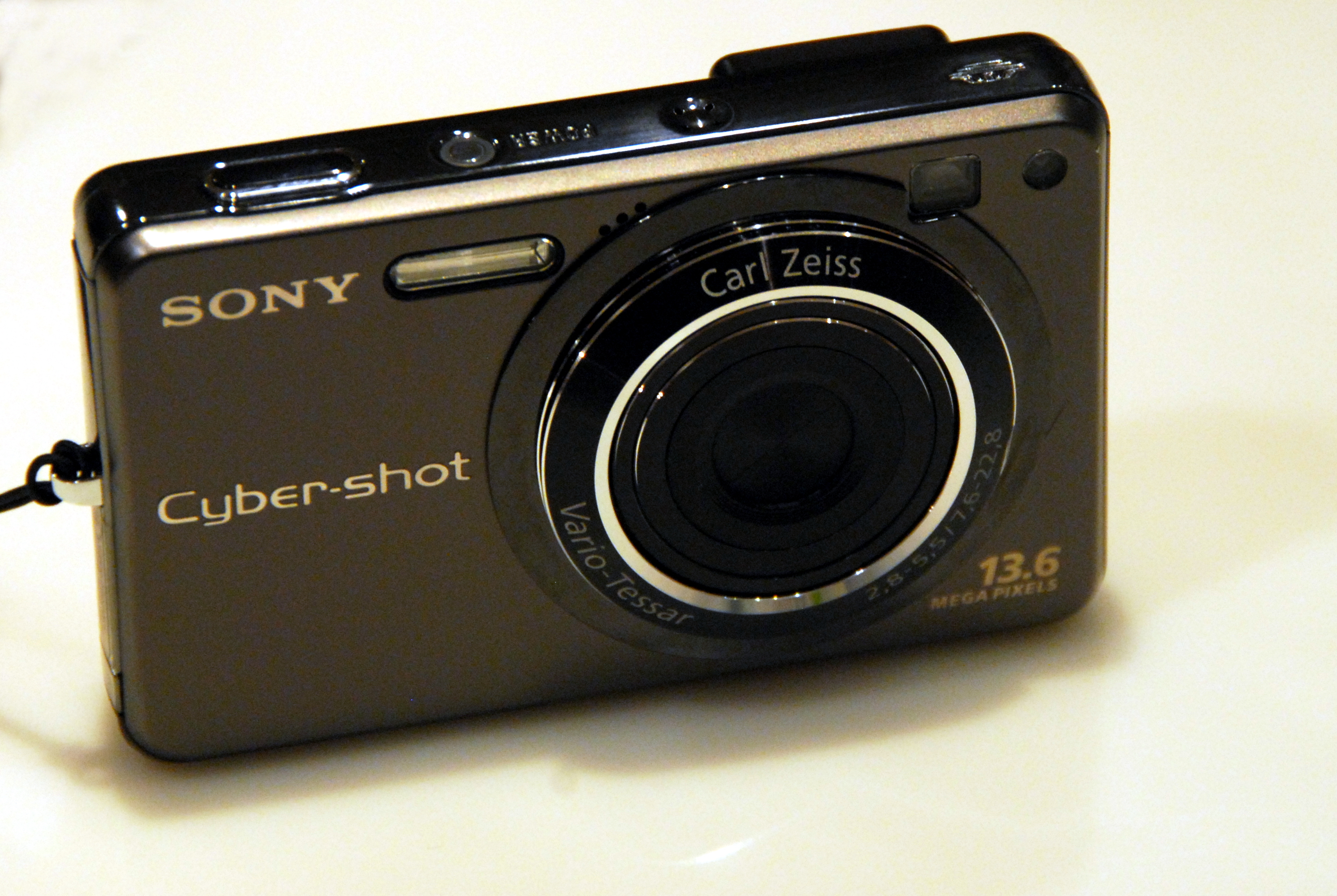
Sony Cyber-shot DSC-W300

- DSC-W130 (2008, 8.1 megapixel, zoom óptico de 4x)
- DSC-W150 (2008, 8.1 megapixel, zoom óptico de 5x)
- DSC-W170 (2008, 10.1 megapixel, zoom óptico de 5x)
- DSC-W180 (2008, 10.1 megapixel, zoom óptico de 3x)
- DSC-W200 (2007, 12.1 megapixel, zoom óptico de 3x)[57]
- DSC-W210 (2009, 12.1 megapixel, zoom óptico de 4x)
- DSC-W215 (2009, 12.1 megapixel, zoom óptico de 4x)
- DSC-W220 (2009, 12.1 megapixel, zoom óptico de 4x)
- DSC-W230 (2009, 12.1 megapixel, zoom óptico de 4x)
- DSC-W270 (2009, 12.1 megapixel, zoom óptico de 5x, vídeos HD de 720p)
- DSC-W290 (2009, 12.1 megapixel, zoom óptico de 5x, vídeos HD de 720p)
- DSC-W300 (May 2008, 13.6 megapixel, zoom óptico de 3x)
- DSC-W310 (2010, 12.1 megapixel, 4x optical zoom, 2.7˝ LCD)
- DSC-W320 (2010, 14.1 megapixel, 4x optical zoom, 2.7˝ LCD)
- DSC-W330 (2010, 14.1 megapixel, 4x optical zoom, 3.0˝ LCD)
- DSC-W350 (2010, 14.1 megapixel, 4x optical zoom, HD Movie 720p, 2.7˝ LCD)
- DSC-W360 (2010, 14.1 megapixel, 4x optical zoom, HD Movie 720p, 3.0˝ LCD)
- DSC-W370 (2010, 14.1 megapixel, 7x optical zoom, HD Movie 720p, 3.0˝ LCD)
- DSC-W380 (2010, 14.1 megapixel, 5x optical zoom, HD Movie 720p, 2.7˝ LCD)
- DSC-W390 (2010, 14.1 megapixel, 5x optical zoom, HD Movie 720p, 3.0˝ LCD)
- DSC-W510 (2011, 12.1 megapixel, 4x optical zoom, 2.7" LCD)
- DSC-W520 (2011, 14.1 megapixel, 5x optical zoom, 2.7" LCD)
- DSC-W530 (2011, 14.1 megapixel, 4x optical zoom, 2.7" LCD)

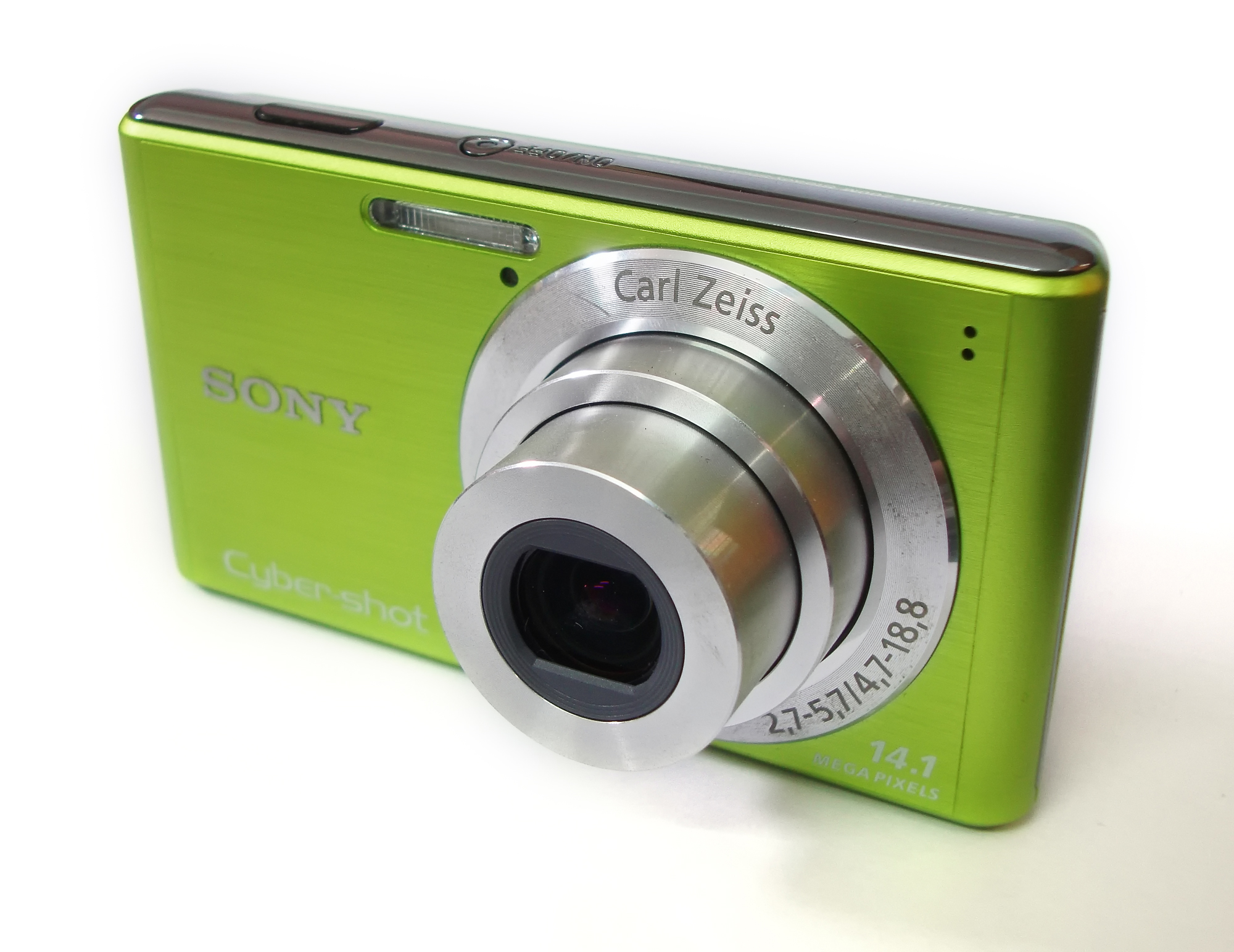
Sony Cyber-shot DSC-W530 (2011)

- DSC-W550 (2011, 14.1 megapixel, 4x optical zoom, 3.0" LCD)
- DSC-W560 (2011, 14.1 megapixel, 4x optical zoom, HD Movie 720p, 3.0" LCD)
- DSC-W570 (2011, 16.1 megapixel, 5x optical zoom, HD Movie 720p, 2.7" LCD)
- DSC-W580 (2011, 16.1 megapixel, 5x optical zoom, HD Movie 720p, 3.0" LCD)
- DSC-WX1  (2009, 10.2 megapixel, NO Manual Mode, 5x optical zoom, G Lens, Sweep Panorama, HD Movie 720p)[58]
- DSC-WX5  (2010, 12.2 megapixel, 5x optical zoom, G Lens, 3D Sweep Panorama, HD Movie 1080i, 2.8˝ LCD)
- DSC-WX7  (2011, 16.2 megapixel, 5x optical zoom, 3D Sweep Panorama, HD Movie 1080i, 2.3˝ LCD)
- DSC-WX9  (2011, 16.2 megapixel, 5x optical zoom, 3D Sweep Panorama, Full HD 1080/60i video, 3.0˝ LCD)
- DSC-WX10  (2011, 16.2 megapixel, 7x optical zoom, G Lens, 3D Sweep Panorama, HD Movie 1080i, 2.8˝ LCD)

### Telefone celularSony Ericsson

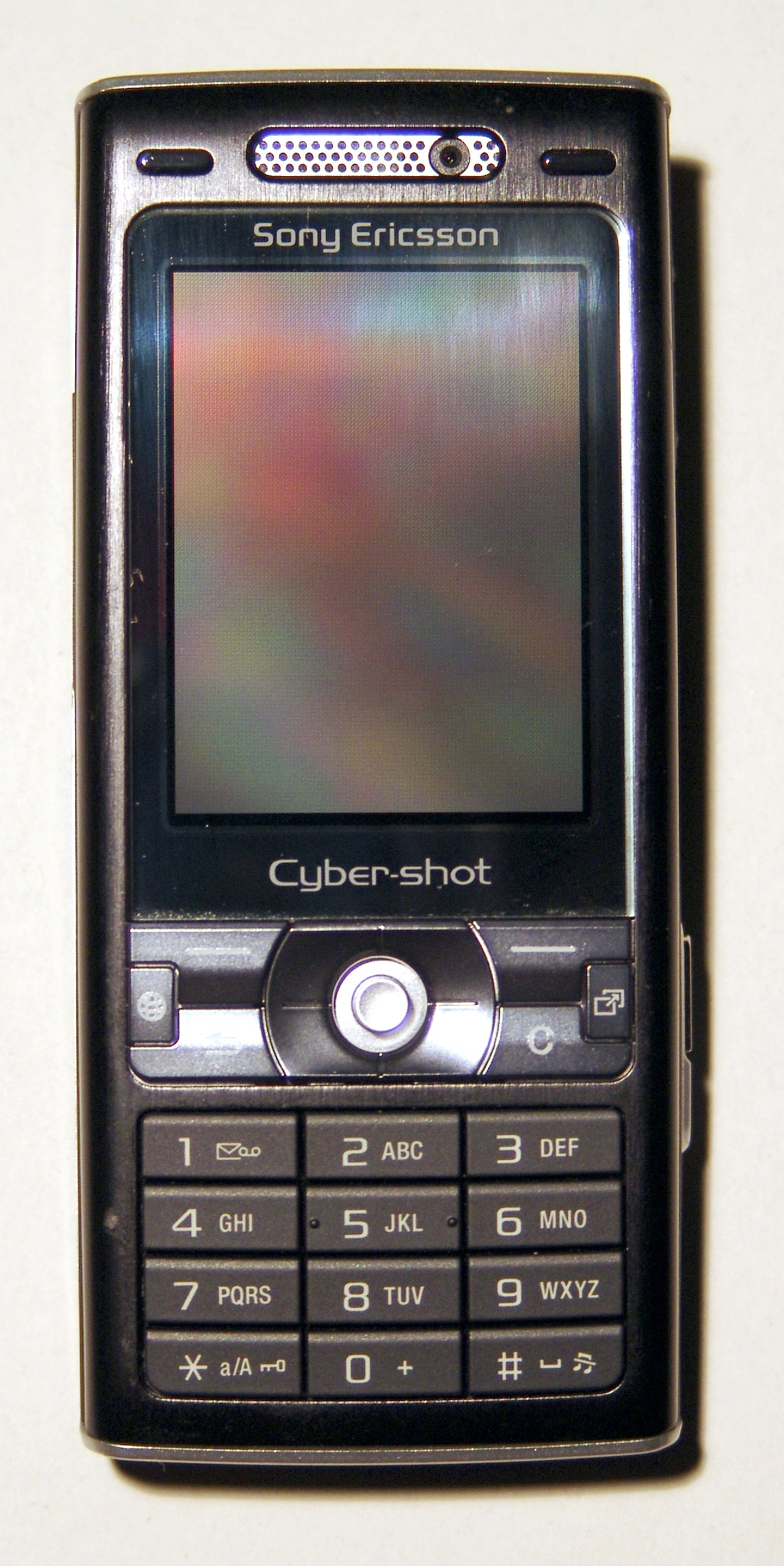
Sony Ericsson K800 com câmera Cyber-shot.

Em 2006, a Sony Ericsson (Uma joint venture de comunicações móveis entre Sony and Ericsson) lançou um telefone celular usando a marca Cyber-shot, o Sony Ericsson K800, com uma câmera digital Cyber-shot de 3.2 megapixel e um flash de xenônio.
Em 6 de fevereiro de 2007, a Sony Ericsson anunciou o telemóvel Cyber-shot K810. Construído sobre o sucesso do K800, o K810 adiciona um número de características que tornam sua câmera com foco automático de 3.2 megapixel ainda mais parecida com uma câmera de verdade. A Sony Ericsson também expandiu sua marca Cyber-shot para um aparelho médio, o K550, que tem uma câmera de 2.0 megapixel com foco automático e flash de LED.